# Distretto di Luhyny
Il distretto di Luhyny (in ucraino Лугинський район?, Luhyns'kyj rajon) era un distretto dell'Ucraina, situato nell'oblast' di Žytomyr. Il suo capoluogo era Luhyny. È stato soppresso in seguito alla riforma amministrativa del 2020.